# Alan Ball (guionista)
Alan Erwin Ball (Atlanta, 13 de mayo de 1957) es un guionista, director y productor de cine y televisión estadounidense. Entre sus trabajos se destaca el guion de American Beauty y el haber creado, producido, escrito y dirigido las series de televisión Six Feet Under y True Blood. Alan es pareja del actor Peter Macdissi que trabajo en Six Feet Under como Olivier Castro-Staal y en True Blood como Luis Patiño.

## Biografía
Alan Ball nació el 13 de mayo de 1957 en Atlanta, Georgia, hijo de Frank y Mary Ball, un inspector aeronáutico y una ama de casa. Asistió a la escuela en Marietta, Georgia y asistió a la Universidad de Georgia y a la Universidad Estatal de Florida, donde se graduó en 1980 en teatro. Tras sus estudios universitarios, comenzó a trabajar como guionista en la compañía de teatro General Nonsense de Sarasota, Florida.
Alan Ball es abiertamente homosexual y es considerado un personaje importante en la comunidad homosexual estadounidense.
En cuanto a su vida personal, en 2008 hizo para la revista Out, que es una revista de temática homosexual, una lista anual de los 100 gays y lesbianas más impresionantes del momento.
Alan Ball, en numerosas entrevistas, ha hablado de su fe budista y cómo le ha influido a la hora de realizar películas.  Alan también ha declarado también cómo el budismo le ha influido en sus dos grandes series: Six Feet Under y True Blood, en las que se pueden contemplar claramente algunos temas tratados relacionados con la ideología budista. 
Alan posee una gran colección de aves exóticas en su casa. Debido a esto, el famoso director Quentin Tarantino, que es vecino de Alan Ball, lo denunció en marzo de 2011, afirmando que Ball ha creado en su casa un "zoológico de aves exóticas" que afecta a su concentración, debido a la cacofonía de estas, impidiéndole escribir guiones. Tarantino intentó resolver este problema amistosamente pero, al parecer, Ball no puso mucho empeño en resolverlo.
Dejando su vida personal a un lado, Ball trabajó en un nuevo proyecto de serie en 2010. Se trataba de All Signs Of Death, que se basaba en una exitosa novela de Charlie Huston. El proyecto contaba la historia de un chico que se ganaba la vida limpiando crímenes y en uno de sus trabajos se ve involucrado personalmente. Una vez más, Ball trata el tema de la muerte. Por desgracia, la serie fue descartada por la HBO, así que solo se puede disfrutar del episodio piloto.

## Filmografía
| Año  | Serie          | Episodio                    | Notas                                                   |
| ---- | -------------- | --------------------------- | ------------------------------------------------------- |
| 2008 | True Blood     | "You'll Be the Death of Me" | 1. Temporada, episodio 12; director                     |
| 2008 | True Blood     | "Mine"                      | 1. Temporada, episodio 3; escritor                      |
| 2008 | True Blood     | "The First Taste"           | 1. Temporada, episodio 2; escritor                      |
| 2008 | True Blood     | "Strange Love"              | 1. Temporada, episodio 1; escritor/director             |
| 2005 | Six Feet Under | "Everyone's Waiting"        | 5. Temporada, episodio 12; escritor/director            |
| 2004 | Six Feet Under | "Untitled"                  | 4. Temporada, episodio 12; director                     |
| 2004 | Six Feet Under | "Can I Come Up Now?"        | 4. Temporada, episodio 4; escritor                      |
| 2003 | Six Feet Under | "I'm Sorry, I'm Lost"       | 3. Temporada, episodio 13; director                     |
| 2003 | Six Feet Under | "Nobody Sleeps"             | 3. Temporada, episodio 4; escritor (con Rick Cleveland) |
| 2003 | Six Feet Under | "Perfect Circles"           | 3. Temporada, episodio 1; escritor                      |
| 2002 | Six Feet Under | "The Last Time"             | 2. Temporada, episodio 13; director                     |
| 2002 | Six Feet Under | "Someone Else's Eyes"       | 2. Temporada, episodio 9; escritor                      |
| 2002 | Six Feet Under | "In The Game"               | 2. Temporada, episodio 1; escritor                      |
| 2001 | Six Feet Under | "Knock, Knock"              | 1. Temporada, episodio 13; escritor/director            |
| 2001 | Six Feet Under | "An Open Book"              | 1. Temporada, episodio 5; escritor                      |
| 2001 | Six Feet Under | "Pilot"                     | 1. Temporada, episodio 1; escritor/director             |

| Año  | Película        | Papel             |
| ---- | --------------- | ----------------- |
| 2020 | Uncle Frank     | escritor/director |
| 2008 | Towelhead       | escritor/director |
| 1999 | American Beauty | escritor          |

## Premios y distinciones
Premios Óscar
| Año  | Categoría            | Película        | Resultado |
| ---- | -------------------- | --------------- | --------- |
| 2000 | Mejor guion original | American Beauty | Ganador   |

Premios
- 2000 Globo de Oro al Mejor Guion Cinematográfico – American Beauty
- 2000 Premio de los Guionistas de América al Mejor Guion Original por – American Beauty
- 2002 Premio de los Directores de América por Mejor Éxito de Dirección por  – Six Feet Under
- 2002 Premio Emmy por Mejor Dirección en una serie dramática – Six Feet Under
- 2004 Premio de los Productores de América a la mejor serie dramática – Six Feet Under

Nominaciones
- 2000 Premio BAFTA Film – American Beauty
- 2004 Premio de los Directores de América por Mejor Éxito de Dirección por  – Six Feet Under
- 2006 Premio Emmy por mejor Dirección en una serie dramática – Six Feet Under
- 2006 Premio Emmy por mejor guion en una serie dramática – Six Feet Under